# 邵梅罕
邵梅罕（1963年2月4日—），女，傣族，云南省芒市人，中华人民共和国剪纸艺术家，傣族剪纸国家级非物质文化遗产代表性传承人，有傣族“剪纸王”之称。

## 生平
1963年，邵梅罕生于芒市风平镇弄么村，13岁时展现出对剪纸的浓厚兴趣，跟着村里的老人学习剪纸。同年，她的作品第一次到北京展览。最初主要创作佛事中使用的剪纸，后来将创作题材扩展到生产和生活的各个领域。1999年6月，云南省文化厅授予其“云南省民族民间美术师”称号。傣族艺术家思华章逝世后，邵梅罕于2012年接替思华章成为傣族剪纸的国家级非物质文化遗产代表性传承人。